# Liste des monuments historiques de l'Aude
Cet article recense les monuments historiques de l'Aude, en France.
- Pour les monuments historiques de la commune d'Alet-les-Bains, voir la Liste des monuments historiques d'Alet-les-Bains
- Pour les monuments historiques de la commune de Carcassonne, voir la Liste des monuments historiques de Carcassonne
- Pour les monuments historiques de la commune de Narbonne, voir la liste des monuments historiques de Narbonne

## Généralités
Au 21 juillet 2025, l'Aude compte 497 édifices comportant au moins une protection au titre des monuments historiques, dont 129 sont classés et 378 sont inscrits. Le total des monuments classés et inscrits est supérieur au nombre total de monuments protégés car plusieurs d'entre eux sont à la fois classés et inscrits.
La liste suivante les recense, organisés par commune.
- Haut – A
- B
- C
- D
- E
- F
- G
- H
- I
- J
- K
- L
- M
- N
- O
- P
- Q
- R
- S
- T
- U
- V
- W
- X
- Y
- Z

## Liste
| Monument                                                                                     | Commune                                                      | Adresse                                                        | Coordonnées                                           | Notice                                                | Protection                                            | Date                                                  | Illustration                                                                                 |
| -------------------------------------------------------------------------------------------- | ------------------------------------------------------------ | -------------------------------------------------------------- | ----------------------------------------------------- | ----------------------------------------------------- | ----------------------------------------------------- | ----------------------------------------------------- | -------------------------------------------------------------------------------------------- |
| Église Saint-Alexandre                                                                       | Aigues-Vives                                                 |                                                                | 43° 13′ 52″ nord, 2° 32′ 03″ est                      | « PA00102507 »                                        | Inscrit                                               | 1948                                                  | Église Saint-Alexandre                                                                       |
| Château d'Airoux                                                                             | Airoux                                                       |                                                                | 43° 21′ 46″ nord, 1° 51′ 58″ est                      | « PA00102508 »                                        | Classé                                                | 1948                                                  | Château d'Airoux                                                                             |
| Porte de Pépi                                                                                | Alaigne                                                      |                                                                | 43° 06′ 06″ nord, 2° 05′ 29″ est                      | « PA00102510 »                                        | Inscrit                                               | 1948                                                  | Porte de Pépi                                                                                |
| Croix de saint Germain                                                                       | Alairac                                                      | Dans la partie nord du rond St germain (qui est la circulade). | 43° 11′ 04″ nord, 2° 14′ 26″ est                      | « PA00102511 »                                        | Inscrit                                               | 1948                                                  | Croix de saint Germain                                                                       |
| Croix de Catuffe                                                                             | Alairac                                                      | chemin des Castelles, lieu-dit Catuffe                         | 43° 11′ 21″ nord, 2° 14′ 48″ est                      | « PA00102512 »                                        | Inscrit                                               | 1948                                                  | Croix de Catuffe                                                                             |
| Église Saint-Germain                                                                         | Alairac                                                      | Au centre de la circulade, le cœur du village                  | 43° 11′ 02″ nord, 2° 14′ 26″ est                      | « PA00102513 »                                        | Inscrit                                               | 1948                                                  | Église Saint-Germain                                                                         |
|                                                                                              | Alet-les-Bains                                               | Voir Liste des monuments historiques d'Alet-les-Bains          | Voir Liste des monuments historiques d'Alet-les-Bains | Voir Liste des monuments historiques d'Alet-les-Bains | Voir Liste des monuments historiques d'Alet-les-Bains | Voir Liste des monuments historiques d'Alet-les-Bains | Voir Liste des monuments historiques d'Alet-les-Bains                                        |
| Église Saint-André                                                                           | Antugnac                                                     |                                                                | 42° 57′ 17″ nord, 2° 13′ 30″ est                      | « PA00102534 »                                        | Classé                                                | 1932                                                  | Église Saint-André                                                                           |
| Château d'Aragon                                                                             | Aragon                                                       |                                                                | 43° 17′ 48″ nord, 2° 18′ 51″ est                      | « PA00102536 »                                        | Inscrit                                               | 1948                                                  | Château d'Aragon                                                                             |
| Croix de chemin                                                                              | Aragon                                                       |                                                                | 43° 17′ 45″ nord, 2° 18′ 55″ est                      | « PA00102535 »                                        | Classé                                                | 1932                                                  | Croix de chemin                                                                              |
| Château d'Argeliers                                                                          | Argeliers                                                    |                                                                | 43° 18′ 44″ nord, 2° 54′ 39″ est                      | « PA00102537 »                                        | Inscrit                                               | 1951                                                  | Château d'Argeliers                                                                          |
| Église Saint-Pierre                                                                          | Armissan                                                     |                                                                | 43° 11′ 33″ nord, 3° 04′ 47″ est                      | « PA00102538 »                                        | Inscrit                                               | 1942                                                  | Église Saint-Pierre                                                                          |
| Château d'Arques                                                                             | Arques                                                       |                                                                | 42° 57′ 12″ nord, 2° 22′ 02″ est                      | « PA00102539 »                                        | Classé                                                | 1887                                                  | Château d'Arques                                                                             |
| Croix                                                                                        | Arques                                                       |                                                                | 42° 57′ 10″ nord, 2° 22′ 27″ est                      | « PA00102540 »                                        | Inscrit                                               | 1948                                                  | Image manquante Téléverser                                                                   |
| Château d'Arzens                                                                             | Arzens                                                       | Impasse du Château                                             | 43° 11′ 59″ nord, 2° 12′ 35″ est                      | « PA00102541 »                                        | Inscrit                                               | 1948                                                  | Château d'Arzens                                                                             |
| Croix                                                                                        | Arzens                                                       | Place de la Mairie                                             | 43° 11′ 57″ nord, 2° 12′ 39″ est                      | « PA00102542 »                                        | Inscrit                                               | 1948                                                  | Croix                                                                                        |
| Église Saint-Genès                                                                           | Arzens                                                       |                                                                | 43° 11′ 56″ nord, 2° 12′ 36″ est                      | « PA00102543 »                                        | Inscrit                                               | 1948                                                  | Église Saint-Genès                                                                           |
| Chapelle Saint-André                                                                         | Auriac                                                       | La Grave                                                       | 42° 56′ 36″ nord, 2° 29′ 34″ est                      | « PA00102544 »                                        | Inscrit                                               | 1948                                                  | Chapelle Saint-André                                                                         |
| Château d'Auriac                                                                             | Auriac                                                       |                                                                | 42° 56′ 17″ nord, 2° 29′ 37″ est                      | « PA00102545 »                                        | Inscrit                                               | 1948                                                  | Château d'Auriac                                                                             |
| Canal du Midi Aqueduc de l'étang de Jouarres                                                 | Azille                                                       |                                                                | 43° 16′ 01″ nord, 2° 42′ 19″ est                      | « PA11000008 »                                        | Inscrit                                               | 1997                                                  | Canal du MidiAqueduc de l'étang de Jouarres                                                  |
| Chapelle des Clarisses                                                                       | Azille                                                       |                                                                | 43° 16′ 37″ nord, 2° 39′ 32″ est                      | « PA00102546 »                                        | Inscrit                                               | 1948                                                  | Chapelle des Clarisses                                                                       |
| Chapelle Saint-Étienne-de-Vaissière                                                          | Azille                                                       |                                                                | 43° 16′ 29″ nord, 2° 37′ 14″ est                      | « PA00102547 »                                        | Inscrit                                               | 1948                                                  | Chapelle Saint-Étienne-de-Vaissière                                                          |
| Église Saint-Julien-et-Sainte-Basilisse                                                      | Azille                                                       |                                                                | 43° 16′ 38″ nord, 2° 39′ 33″ est                      | « PA00102548 »                                        | Classé                                                | 1912                                                  | Église Saint-Julien-et-Sainte-Basilisse                                                      |
| Maison Cros                                                                                  | Azille                                                       | 3 avenue des Cathares                                          | 43° 16′ 41″ nord, 2° 39′ 43″ est                      | « PA00102549 »                                        | Inscrit                                               | 1948                                                  | Maison Cros                                                                                  |
| Château de Baraigne                                                                          | Baraigne                                                     |                                                                | 43° 19′ 48″ nord, 1° 49′ 16″ est                      | « PA00102551 »                                        | Inscrit                                               | 1948                                                  | Château de Baraigne                                                                          |
| Église de l'Assomption-de-Notre-Dame                                                         | Baraigne                                                     |                                                                | 43° 19′ 47″ nord, 1° 49′ 28″ est                      | « PA00102550 »                                        | Classé                                                | 1908                                                  | Église de l'Assomption-de-Notre-Dame                                                         |
| Château de Miramont                                                                          | Barbaira                                                     |                                                                | 43° 10′ 15″ nord, 2° 30′ 01″ est                      | « PA00102552 »                                        | Inscrit                                               | 1926                                                  | Château de Miramont                                                                          |
| Église Saint-Julien                                                                          | Barbaira                                                     |                                                                | 43° 11′ 02″ nord, 2° 30′ 39″ est                      | « PA00102553 »                                        | Inscrit                                               | 1948                                                  | Église Saint-Julien                                                                          |
| Manoir de Belcaire                                                                           | Belcaire                                                     | 6 rue du Château                                               | 42° 48′ 59″ nord, 1° 57′ 33″ est                      | « PA00102554 »                                        | Inscrit                                               | 1948                                                  | Manoir de Belcaire                                                                           |
| Château de la Barthe                                                                         | Belflou                                                      |                                                                | 43° 18′ 57″ nord, 1° 48′ 07″ est                      | « PA00102556 »                                        | Inscrit                                               | 1950                                                  | Château de la Barthe                                                                         |
| Château de Belflou                                                                           | Belflou                                                      |                                                                | 43° 19′ 07″ nord, 1° 47′ 11″ est                      | « PA00102555 »                                        | Inscrit                                               | 1948                                                  | Château de Belflou                                                                           |
| Croix de chemin                                                                              | Belflou                                                      |                                                                | 43° 18′ 53″ nord, 1° 48′ 14″ est                      | « PA00102557 »                                        | Classé                                                | 1941                                                  | Image manquante Téléverser                                                                   |
| Chapelle Notre-Dame-du-Rosaire                                                               | Belpech                                                      |                                                                | 43° 11′ 55″ nord, 1° 45′ 14″ est                      | « PA00102558 »                                        | Inscrit                                               | 1948                                                  | Chapelle Notre-Dame-du-Rosaire                                                               |
| Chapelle du Saint-Sépulcre                                                                   | Belpech                                                      |                                                                | 43° 11′ 54″ nord, 1° 45′ 09″ est                      | « PA00102561 »                                        | Classé                                                | 1906                                                  | Chapelle du Saint-Sépulcre                                                                   |
| Croix de fer                                                                                 | Belpech                                                      |                                                                | 43° 11′ 53″ nord, 1° 44′ 59″ est                      | « PA00102559 »                                        | Classé                                                | 1907                                                  | Image manquante Téléverser                                                                   |
| Croix de pierre                                                                              | Belpech                                                      |                                                                | 43° 11′ 54″ nord, 1° 45′ 09″ est                      | « PA00102560 »                                        | Classé                                                | 1906                                                  | Croix de pierre                                                                              |
| Église Saint-Saturnin                                                                        | Belpech                                                      |                                                                | 43° 11′ 54″ nord, 1° 45′ 09″ est                      | « PA00102562 »                                        | Classé                                                | 1906                                                  | Église Saint-Saturnin                                                                        |
| Maison Amigues                                                                               | Belpech                                                      | Place des Halles Rue René Cassin                               | 43° 11′ 53″ nord, 1° 45′ 06″ est                      | « PA00102563 »                                        | Inscrit                                               | 1948                                                  | Maison Amigues                                                                               |
| Maison De Curti                                                                              | Belpech                                                      | Rue Tournefeuille                                              | 43° 11′ 57″ nord, 1° 45′ 05″ est                      | « PA00102564 »                                        | Inscrit                                               | 1926                                                  | Image manquante Téléverser                                                                   |
| Église Saint-Jacques                                                                         | Belvianes-et-Cavirac                                         |                                                                | 42° 51′ 14″ nord, 2° 12′ 07″ est                      | « PA00102565 »                                        | Inscrit                                               | 1948                                                  | Église Saint-Jacques                                                                         |
| Grotte de la Cauna                                                                           | Belvis                                                       |                                                                | 42° 50′ 58″ nord, 2° 04′ 57″ est                      | « PA00102929 »                                        | Inscrit                                               | 1989                                                  | Image manquante Téléverser                                                                   |
| Château de Gaussan                                                                           | Bizanet                                                      |                                                                | 43° 08′ 07″ nord, 2° 50′ 32″ est                      | « PA00102566 »                                        | Inscrit                                               | 1986                                                  | Château de Gaussan                                                                           |
| Château de Saint-Martin de Toques                                                            | Bizanet                                                      |                                                                | 43° 07′ 44″ nord, 2° 52′ 09″ est                      | « PA00102567 »                                        | Inscrit                                               | 1926                                                  | Château de Saint-Martin de Toques                                                            |
| Grottes de Las Fons et du Moulin                                                             | Bize-Minervois                                               |                                                                | 43° 20′ 11″ nord, 2° 52′ 40″ est                      | « PA00102568 »                                        | Classé                                                | 1931                                                  | Grottes de Las Fons et du Moulin                                                             |
| Canal du Midi Écluse triple de Fontfile                                                      | Blomac                                                       |                                                                | 43° 12′ 39″ nord, 2° 35′ 06″ est                      | « PA11000002 »                                        | Inscrit                                               | 1996                                                  | Canal du MidiÉcluse triple de Fontfile                                                       |
| Église Saint-Étienne                                                                         | Blomac                                                       |                                                                | 43° 12′ 15″ nord, 2° 35′ 44″ est                      | « PA00102569 »                                        | Inscrit                                               | 1948                                                  | Église Saint-Étienne                                                                         |
| Château de Bouilhonnac                                                                       | Bouilhonnac                                                  |                                                                | 43° 13′ 56″ nord, 2° 26′ 25″ est                      | « PA00102570 »                                        | Inscrit                                               | 1948                                                  | Château de Bouilhonnac                                                                       |
| Cimetière                                                                                    | Bourigeole                                                   |                                                                | 42° 59′ 19″ nord, 2° 08′ 18″ est                      | « PA00102571 »                                        | Inscrit                                               | 1948                                                  | Image manquante Téléverser                                                                   |
| Église Saint-Martin                                                                          | Boutenac                                                     |                                                                | 43° 08′ 51″ nord, 2° 47′ 30″ est                      | « PA00102572 »                                        | Inscrit                                               | 1948                                                  | Église Saint-Martin                                                                          |
| Église Saints-Julien-et-Basilisse                                                            | Bram                                                         |                                                                | 43° 14′ 37″ nord, 2° 06′ 48″ est                      | « PA00102573 »                                        | Classé                                                | 1932                                                  | Église Saints-Julien-et-Basilisse                                                            |
| Inscription commémorative du passage de Louis XIII                                           | Bram                                                         | 8 rue Louis XIII                                               | 43° 14′ 39″ nord, 2° 06′ 51″ est                      | « PA00102574 »                                        | Inscrit                                               | 1930                                                  | Inscription commémorative du passage de Louis XIII                                           |
| Château de Bugarach                                                                          | Bugarach                                                     |                                                                | 42° 52′ 36″ nord, 2° 21′ 05″ est                      | « PA00102576 »                                        | Inscrit                                               | 1948                                                  | Château de Bugarach                                                                          |
| Château de Cahuzac                                                                           | Cahuzac                                                      |                                                                | 43° 11′ 23″ nord, 1° 51′ 04″ est                      | « PA00102930 »                                        | Inscrit                                               | 1990                                                  | Château de Cahuzac                                                                           |
| Moulin fortifié                                                                              | Canet                                                        |                                                                | 43° 14′ 22″ nord, 2° 50′ 44″ est                      | « PA00102579 »                                        | Inscrit                                               | 1948                                                  | Moulin fortifié                                                                              |
| Chapelle Saint-Martin de Capendu                                                             | Capendu                                                      | Cimetière                                                      | 43° 10′ 53″ nord, 2° 33′ 54″ est                      | « PA00102580 »                                        | Classé                                                | 1913                                                  | Chapelle Saint-Martin de Capendu                                                             |
| Château de Capendu                                                                           | Capendu                                                      |                                                                | 43° 11′ 02″ nord, 2° 33′ 32″ est                      | « PA00102581 »                                        | Classé                                                | 1927                                                  | Château de Capendu                                                                           |
|                                                                                              | Carcassonne                                                  | Voir Liste des monuments historiques de Carcassonne            | Voir Liste des monuments historiques de Carcassonne   | Voir Liste des monuments historiques de Carcassonne   | Voir Liste des monuments historiques de Carcassonne   | Voir Liste des monuments historiques de Carcassonne   | Voir Liste des monuments historiques de Carcassonne                                          |
| Château de Cascastel                                                                         | Cascastel-des-Corbières                                      |                                                                | 42° 59′ 10″ nord, 2° 45′ 32″ est                      | « PA00102623 »                                        | Inscrit                                               | 1948                                                  | Château de Cascastel                                                                         |
| Église Saint-Étienne                                                                         | Les Cassés                                                   |                                                                | 43° 25′ 32″ nord, 1° 52′ 05″ est                      | « PA00102620 »                                        | Inscrit                                               | 1948                                                  | Église Saint-Étienne                                                                         |
| Moulin à vent de Caunes                                                                      | Les Cassés                                                   |                                                                | 43° 25′ 54″ nord, 1° 51′ 27″ est                      | « PA00102621 »                                        | Inscrit                                               | 1961                                                  | Image manquante Téléverser                                                                   |
| Croix du lavoir                                                                              | Castans                                                      | Hameau de la Viale                                             | 43° 24′ 23″ nord, 2° 29′ 06″ est                      | « PA00102622 »                                        | Inscrit                                               | 1948                                                  | Croix du lavoir                                                                              |
| Canal du Midi Écluse quadruple Saint-Roch                                                    | Castelnaudary                                                |                                                                | 43° 18′ 43″ nord, 1° 57′ 39″ est                      | « PA11000004 »                                        | Inscrit                                               | 1996                                                  | Canal du MidiÉcluse quadruple Saint-Roch                                                     |
| Chapelle Saint-Roch                                                                          | Castelnaudary                                                |                                                                | 43° 18′ 45″ nord, 1° 57′ 39″ est                      | « PA00102932 »                                        | Inscrit                                               | 1990                                                  | Image manquante Téléverser                                                                   |
| Château du Castelet des Crozes                                                               | Castelnaudary                                                |                                                                | 43° 20′ 59″ nord, 1° 59′ 04″ est                      | « PA11000020 »                                        | Classé                                                | 2000                                                  | Image manquante Téléverser                                                                   |
| Château de Castelnaudary                                                                     | Castelnaudary                                                |                                                                | 43° 20′ 59″ nord, 1° 59′ 03″ est                      | « PA00102624 »                                        | Inscrit                                               | 1948                                                  | Château de Castelnaudary                                                                     |
| Cloître des Cordeliers                                                                       | Castelnaudary                                                |                                                                | 43° 19′ 03″ nord, 1° 57′ 22″ est                      | « PA00102625 »                                        | Inscrit                                               | 1929                                                  | Image manquante Téléverser                                                                   |
| Collégiale Saint-Michel                                                                      | Castelnaudary                                                |                                                                | 43° 19′ 02″ nord, 1° 57′ 24″ est                      | « PA00102628 »                                        | Classé                                                | 1910                                                  | Collégiale Saint-Michel                                                                      |
| Couvent des Carmes                                                                           | Castelnaudary                                                | Place Saint Louis                                              | 43° 19′ 12″ nord, 1° 57′ 15″ est                      | « PA00102626 »                                        | Inscrit                                               | 1948                                                  | Couvent des Carmes                                                                           |
| Croix                                                                                        | Castelnaudary                                                | Cimetière                                                      | 43° 18′ 53″ nord, 1° 57′ 40″ est                      | « PA00102627 »                                        | Classé                                                | 1913                                                  | Croix                                                                                        |
| Église Saint-Jean-Baptiste                                                                   | Castelnaudary                                                | Place des Cordeliers Rue de la Terrasse                        | 43° 19′ 03″ nord, 1° 57′ 21″ est                      | « PA11000037 »                                        | Inscrit                                               | 2007                                                  | Image manquante Téléverser                                                                   |
| Hôpital                                                                                      | Castelnaudary                                                | 4 rampe du Présidial                                           | 43° 18′ 56″ nord, 1° 57′ 32″ est                      | « PA00102937 »                                        | Inscrit Classé                                        | 1992 1994                                             | Image manquante Téléverser                                                                   |
| Hôtel de Bataille                                                                            | Castelnaudary                                                | Place des Cordeliers                                           | 43° 19′ 04″ nord, 1° 57′ 21″ est                      | « PA00102629 »                                        | Inscrit                                               | 1948                                                  | Hôtel de Bataille                                                                            |
| Hôtel de Gauzy                                                                               | Castelnaudary                                                | 1 rue Pasteur                                                  | 43° 19′ 03″ nord, 1° 57′ 24″ est                      | « PA00102630 »                                        | Inscrit                                               | 1948                                                  | Hôtel de Gauzy                                                                               |
| Hôtel de ville                                                                               | Castelnaudary                                                | Grande-Rue                                                     | 43° 18′ 56″ nord, 1° 57′ 32″ est                      | « PA00102631 »                                        | Inscrit                                               | 1948                                                  | Hôtel de ville                                                                               |
| Jardin Bauzé                                                                                 | Castelnaudary                                                | Chemin Saint-Roch                                              | 43° 18′ 42″ nord, 1° 57′ 48″ est                      | « PA00102632 »                                        | Inscrit                                               | 1948                                                  | Image manquante Téléverser                                                                   |
| Maison                                                                                       | Castelnaudary                                                | 20 Grande-Rue                                                  | 43° 19′ 08″ nord, 1° 57′ 22″ est                      | « PA00102635 »                                        | Inscrit                                               | 1948                                                  | Image manquante Téléverser                                                                   |
| Maison Rigaud                                                                                | Castelnaudary                                                | 70 rue de l'Hôpital                                            | 43° 19′ 01″ nord, 1° 57′ 27″ est                      | « PA00102633 »                                        | Inscrit                                               | 1948                                                  | Maison Rigaud                                                                                |
| Maison Sibra et Dunyach                                                                      | Castelnaudary                                                | 20 Place Gambetta                                              | 43° 19′ 08″ nord, 1° 57′ 15″ est                      | « PA00102634 »                                        | Inscrit                                               | 1948                                                  | Image manquante Téléverser                                                                   |
| Église de l'Assomption                                                                       | Castelreng                                                   |                                                                | 43° 01′ 40″ nord, 2° 08′ 16″ est                      | « PA00102636 »                                        | Inscrit                                               | 1948                                                  | Église de l'Assomption                                                                       |
| Château de Caudeval                                                                          | Caudeval                                                     |                                                                | 43° 04′ 32″ nord, 1° 58′ 27″ est                      | « PA00102637 »                                        | Inscrit                                               | 1973                                                  | Château de Caudeval                                                                          |
| Abbatiale Saint-Pierre-et-Saint-Paul                                                         | Caunes-Minervois                                             |                                                                | 43° 19′ 34″ nord, 2° 31′ 37″ est                      | « PA00102640 »                                        | Classé Inscrit                                        | 1916 2002                                             | Abbatiale Saint-Pierre-et-Saint-Paul                                                         |
| Abbaye Saint-Pierre-Saint-Paul de Caunes-Minervois                                           | Caunes-Minervois                                             |                                                                | 43° 19′ 34″ nord, 2° 31′ 38″ est                      | « PA00102638 »                                        | Inscrit Classé                                        | 2002 2014                                             | Abbaye Saint-Pierre-Saint-Paul de Caunes-Minervois                                           |
| Carrières de marbre : carrière du Roi, carrière de marbre gris et carrière du roc de Buffens | Caunes-Minervois                                             |                                                                | 43° 20′ 13″ nord, 2° 32′ 23″ est                      | « PA11000036 »                                        | Inscrit                                               | 2006                                                  | Carrières de marbre : carrière du Roi, carrière de marbre gris et carrière du roc de Buffens |
| Chapelle du Crucifix                                                                         | Caunes-Minervois                                             |                                                                | 43° 19′ 26″ nord, 2° 31′ 25″ est                      | « PA00102639 »                                        | Inscrit                                               | 1926                                                  | Chapelle du Crucifix                                                                         |
| Grande Fontaine                                                                              | Caunes-Minervois                                             | Place d'Aiguebelle                                             | 43° 19′ 39″ nord, 2° 31′ 34″ est                      | « PA00102641 »                                        | Inscrit                                               | 1948                                                  | Grande Fontaine                                                                              |
| Église Notre-Dame-du-Cros                                                                    | Caunes-Minervois                                             |                                                                | 43° 20′ 03″ nord, 2° 32′ 42″ est                      | « PA11000053 »                                        | Inscrit                                               | 2018                                                  | Église Notre-Dame-du-Cros                                                                    |
| Hôtel d'Alibert                                                                              | Caunes-Minervois                                             |                                                                | 43° 19′ 37″ nord, 2° 31′ 41″ est                      | « PA00102642 »                                        | Classé                                                | 1926                                                  | Hôtel d'Alibert                                                                              |
| Hôtel de Sicard                                                                              | Caunes-Minervois                                             |                                                                | 43° 19′ 37″ nord, 2° 31′ 40″ est                      | « PA00102643 »                                        | Inscrit                                               | 1948                                                  | Hôtel de Sicard                                                                              |
| Hôtel de Tapié                                                                               | Caunes-Minervois                                             |                                                                | 43° 19′ 34″ nord, 2° 31′ 45″ est                      | « PA00102644 »                                        | Inscrit                                               | 1948                                                  | Hôtel de Tapié                                                                               |
| Maison Étienne Vidal                                                                         | Caunes-Minervois                                             | Rue Neuve Rue Mont-Gaillard                                    | 43° 19′ 37″ nord, 2° 31′ 36″ est                      | « PA00102645 »                                        | Inscrit                                               | 1948                                                  | Maison Étienne Vidal                                                                         |
| Croix monolithique                                                                           | Caux-et-Sauzens                                              | Avenue Joseph Rives Rue de la Fontaine                         | 43° 13′ 26″ nord, 2° 15′ 22″ est                      | « PA00102646 »                                        | Inscrit                                               | 1948                                                  | Image manquante Téléverser                                                                   |
| Château de Cavanac                                                                           | Cavanac                                                      |                                                                | 43° 10′ 03″ nord, 2° 19′ 37″ est                      | « PA00102647 »                                        | Inscrit                                               | 1948                                                  | Image manquante Téléverser                                                                   |
| Église Saint-Pierre                                                                          | Cavanac                                                      |                                                                | 43° 10′ 08″ nord, 2° 19′ 31″ est                      | « PA00102648 »                                        | Inscrit                                               | 1948                                                  | Église Saint-Pierre                                                                          |
| Gisement néolithique de La Farguette                                                         | Cavanac                                                      |                                                                | 43° 10′ 56″ nord, 2° 19′ 27″ est                      | « PA00102935 »                                        | Inscrit                                               | 1990                                                  | Image manquante Téléverser                                                                   |
| Église Notre-Dame                                                                            | Cazalrenoux                                                  |                                                                | 43° 11′ 55″ nord, 1° 56′ 57″ est                      | « PA00102649 »                                        | Inscrit                                               | 1948                                                  | Église Notre-Dame                                                                            |
| Église Saint-Pierre                                                                          | Chalabre                                                     |                                                                | 42° 58′ 56″ nord, 2° 00′ 22″ est                      | « PA00102650 »                                        | Classé                                                | 1907                                                  | Église Saint-Pierre                                                                          |
| Hôtel de ville                                                                               | Chalabre                                                     |                                                                | 42° 58′ 56″ nord, 2° 00′ 21″ est                      | « PA00102651 »                                        | Inscrit                                               | 1948                                                  | Hôtel de ville                                                                               |
| Chapelle Saint-Jean                                                                          | Citou                                                        |                                                                | 43° 22′ 23″ nord, 2° 32′ 21″ est                      | « PA00102652 »                                        | Inscrit                                               | 1948                                                  | Chapelle Saint-Jean                                                                          |
| Château de Citou                                                                             | Citou                                                        |                                                                | 43° 22′ 45″ nord, 2° 32′ 25″ est                      | « PA00102653 »                                        | Inscrit                                               | 1948                                                  | Château de Citou                                                                             |
| Château de Clermont-sur-Lauquet                                                              | Clermont-sur-Lauquet                                         |                                                                | 43° 02′ 36″ nord, 2° 25′ 19″ est                      | « PA00102654 »                                        | Inscrit                                               | 1948                                                  | Château de Clermont-sur-Lauquet                                                              |
| Église Saint-Loup-de-Sens                                                                    | Clermont-sur-Lauquet                                         |                                                                | 43° 02′ 47″ nord, 2° 25′ 13″ est                      | « PA00102655 »                                        | Inscrit                                               | 1948                                                  | Église Saint-Loup-de-Sens                                                                    |
| Château des Saptes                                                                           | Conques-sur-Orbiel                                           |                                                                | 43° 15′ 41″ nord, 2° 24′ 10″ est                      | « PA00102656 »                                        | Inscrit                                               | 1948                                                  | Château des Saptes                                                                           |
| Église Sainte-Foy                                                                            | Conques-sur-Orbiel                                           |                                                                | 43° 16′ 08″ nord, 2° 24′ 03″ est                      | « PA00102657 »                                        | Classé inscrit MH                                     | 1913 2015                                             | Église Sainte-Foy                                                                            |
| Maison Fraisse                                                                               | Conques-sur-Orbiel                                           | 1 rue des Lices                                                | 43° 16′ 08″ nord, 2° 24′ 01″ est                      | « PA00102658 »                                        | Inscrit                                               | 1948                                                  | Image manquante Téléverser                                                                   |
| Château de Couffoulens                                                                       | Couffoulens                                                  |                                                                | 43° 09′ 18″ nord, 2° 18′ 24″ est                      | « PA00102659 »                                        | Inscrit                                               | 1948                                                  | Château de Couffoulens                                                                       |
| Croix de métier                                                                              | Couffoulens                                                  |                                                                | 43° 09′ 20″ nord, 2° 18′ 26″ est                      | « PA00102660 »                                        | Inscrit                                               | 1948                                                  | Croix de métier                                                                              |
| Église Saint-Clément                                                                         | Couffoulens                                                  |                                                                | 43° 09′ 23″ nord, 2° 18′ 23″ est                      | « PA00102661 »                                        | Inscrit                                               | 1948                                                  | Église Saint-Clément                                                                         |
| Château de Couiza                                                                            | Couiza                                                       |                                                                | 42° 56′ 43″ nord, 2° 15′ 14″ est                      | « PA00102662 »                                        | Classé                                                | 1913                                                  | Château de Couiza                                                                            |
| Château des évêques d'Alet                                                                   | Cournanel                                                    |                                                                | 43° 01′ 58″ nord, 2° 14′ 04″ est                      | « PA00102663 »                                        | Inscrit                                               | 1948                                                  | Château des évêques d'Alet                                                                   |
| Église Saint-Étienne                                                                         | Cournanel                                                    |                                                                | 43° 01′ 58″ nord, 2° 14′ 00″ est                      | « PA00102664 »                                        | Inscrit                                               | 1948                                                  | Église Saint-Étienne                                                                         |
| Église Notre-Dame                                                                            | Coursan                                                      |                                                                | 43° 14′ 06″ nord, 3° 03′ 27″ est                      | « PA00102665 »                                        | Inscrit                                               | 1948                                                  | Église Notre-Dame                                                                            |
| Monument aux morts de Coursan                                                                | Coursan                                                      |                                                                | 43° 13′ 45″ nord, 3° 03′ 21″ est                      | « PA11000054 »                                        | Inscrit                                               | 2018                                                  | Monument aux morts de Coursan                                                                |
| Château de Coustaussa                                                                        | Coustaussa                                                   |                                                                | 42° 56′ 25″ nord, 2° 16′ 36″ est                      | « PA00102666 »                                        | Inscrit                                               | 1948                                                  | Château de Coustaussa                                                                        |
| Château de Quéribus                                                                          | Cucugnan                                                     |                                                                | 42° 50′ 13″ nord, 2° 37′ 17″ est                      | « PA00102667 »                                        | Classé                                                | 1907                                                  | Château de Quéribus                                                                          |
| Église Sainte-Cécile                                                                         | Cuxac-Cabardès                                               |                                                                | 43° 22′ 12″ nord, 2° 17′ 05″ est                      | « PA00102669 »                                        | Inscrit                                               | 1948                                                  | Église Sainte-Cécile                                                                         |
| Église Saint-Martin                                                                          | Cuxac-d'Aude                                                 |                                                                | 43° 14′ 37″ nord, 2° 59′ 55″ est                      | « PA00102668 »                                        | Classé Inscrit                                        | 1983                                                  | Église Saint-Martin                                                                          |
| Église Sainte-Colombe                                                                        | La Digne-d'Amont                                             |                                                                | 43° 02′ 27″ nord, 2° 09′ 37″ est                      | « PA00102670 »                                        | Inscrit                                               | 1948                                                  | Église Sainte-Colombe                                                                        |
| Croix de cimetière                                                                           | La Digne-d'Aval                                              |                                                                | 43° 02′ 51″ nord, 2° 10′ 47″ est                      | « PA00102672 »                                        | Classé                                                | 1913                                                  | Image manquante Téléverser                                                                   |
| Croix                                                                                        | La Digne-d'Aval                                              |                                                                | 43° 02′ 51″ nord, 2° 10′ 47″ est                      | « PA00102671 »                                        | Inscrit                                               | 1948                                                  | Image manquante Téléverser                                                                   |
| Château de Peyrepertuse                                                                      | Duilhac-sous-Peyrepertuse                                    |                                                                | 42° 52′ 15″ nord, 2° 33′ 19″ est                      | « PA00102673 »                                        | Classé                                                | 1908                                                  | Château de Peyrepertuse                                                                      |
| Château de Durban                                                                            | Durban-Corbières                                             |                                                                | 42° 59′ 40″ nord, 2° 48′ 56″ est                      | « PA00102674 »                                        | Inscrit                                               | 1926                                                  | Château de Durban                                                                            |
| Chapelle Saint-Félix de Castelmaure                                                          | Embres-et-Castelmaure                                        |                                                                | 42° 56′ 15″ nord, 2° 49′ 56″ est                      | « PA00102675 »                                        | Inscrit                                               | 1948                                                  | Chapelle Saint-Félix de Castelmaure                                                          |
| Église Saint-Martin d'Escales                                                                | Escales                                                      |                                                                | 43° 13′ 27″ nord, 2° 41′ 47″ est                      | « PA00102676 »                                        | Classé                                                | 1913                                                  | Église Saint-Martin d'Escales                                                                |
| Tour romane                                                                                  | Escales                                                      |                                                                | 43° 13′ 09″ nord, 2° 42′ 13″ est                      | « PA00102677 »                                        | Inscrit                                               | 1942                                                  | Tour romane                                                                                  |
| Église de l'Invention-Saint-Étienne                                                          | Escouloubre                                                  |                                                                | 42° 44′ 21″ nord, 2° 07′ 33″ est                      | « PA00102678 »                                        | Classé                                                | 1982                                                  | Église de l'Invention-Saint-Étienne                                                          |
| Église Saint-Michel                                                                          | Espéraza                                                     |                                                                | 42° 56′ 01″ nord, 2° 13′ 17″ est                      | « PA00102679 »                                        | Classé Inscrit                                        | 1956                                                  | Église Saint-Michel                                                                          |
| Pont                                                                                         | Espéraza                                                     |                                                                | 42° 56′ 01″ nord, 2° 13′ 12″ est                      | « PA00102680 »                                        | Inscrit                                               | 1948                                                  | Pont                                                                                         |
| Église Saint-Étienne                                                                         | Fabrezan                                                     |                                                                | 43° 06′ 46″ nord, 2° 44′ 30″ est                      | « PA00102682 »                                        | Classé                                                | 1982                                                  | Église Saint-Étienne                                                                         |
| Tour de Fabrezan                                                                             | Fabrezan                                                     |                                                                | 43° 08′ 08″ nord, 2° 41′ 54″ est                      | « PA00102683 »                                        | Inscrit                                               | 1951                                                  | Tour de Fabrezan                                                                             |
| Monument aux morts de Fabrezan                                                               | Fabrezan                                                     |                                                                | 43° 08′ 00″ nord, 2° 42′ 00″ est                      | « PA11000055 »                                        | Inscrit                                               | 2018                                                  | Monument aux morts de Fabrezan                                                               |
| Croix                                                                                        | Fanjeaux                                                     |                                                                | 43° 11′ 07″ nord, 2° 02′ 06″ est                      | « PA00102684 »                                        | Inscrit                                               | 1948                                                  | Croix                                                                                        |
| Église Notre-Dame-de-l'Assomption de Fanjeaux                                                | Fanjeaux                                                     |                                                                | 43° 11′ 14″ nord, 2° 02′ 07″ est                      | « PA00102685 »                                        | Classé                                                | 1908 1921                                             | Église Notre-Dame-de-l'Assomption de Fanjeaux                                                |
| Église Notre-Dame                                                                            | Félines-Termenès                                             |                                                                | 42° 59′ 19″ nord, 2° 37′ 00″ est                      | « PA00102686 »                                        | Inscrit                                               | 1948                                                  | Église Notre-Dame                                                                            |
| Chapelle Saint-Aubin                                                                         | Fitou                                                        |                                                                | 42° 53′ 43″ nord, 2° 56′ 50″ est                      | « PA00102687 »                                        | Classé                                                | 1966                                                  | Chapelle Saint-Aubin                                                                         |
| Château de Fitou                                                                             | Fitou                                                        |                                                                | 42° 53′ 37″ nord, 2° 58′ 37″ est                      | « PA00102688 »                                        | Inscrit                                               | 1948                                                  | Château de Fitou                                                                             |
| Chapelle des Pénitents                                                                       | Fleury                                                       | Rue des Pénitents                                              | 43° 13′ 47″ nord, 3° 08′ 03″ est                      | « PA00102689 »                                        | Inscrit                                               | 1982                                                  | Chapelle des Pénitents                                                                       |
| Fount de Rome                                                                                | Fleury                                                       |                                                                | 43° 11′ 58″ nord, 3° 11′ 14″ est                      | « PA00102691 »                                        | Classé                                                | 1970                                                  | Fount de Rome                                                                                |
| Tour de Balayard                                                                             | Fleury                                                       |                                                                | 43° 13′ 46″ nord, 3° 08′ 07″ est                      | « PA00102690 »                                        | Inscrit                                               | 1981                                                  | Tour de Balayard                                                                             |
| Église Saint-Christol                                                                        | Fonters-du-Razès                                             |                                                                | 43° 13′ 43″ nord, 1° 56′ 06″ est                      | « PA00102693 »                                        | Inscrit                                               | 1948                                                  | Église Saint-Christol                                                                        |
| Église Saint-Clément                                                                         | Fontiers-Cabardès                                            |                                                                | 43° 22′ 11″ nord, 2° 14′ 56″ est                      | « PA00102692 »                                        | Inscrit                                               | 1948                                                  | Église Saint-Clément                                                                         |
| Croix de métier                                                                              | Fontiès-d'Aude                                               |                                                                | 43° 11′ 20″ nord, 2° 27′ 17″ est                      | « PA00102694 »                                        | Inscrit                                               | 1948                                                  | Croix de métier                                                                              |
| Église Sainte-Léocadie                                                                       | Fontjoncouse                                                 |                                                                | 43° 02′ 48″ nord, 2° 47′ 16″ est                      | « PA00102695 »                                        | Inscrit                                               | 1948                                                  | Église Sainte-Léocadie                                                                       |
| Château de Villemartin                                                                       | Gaja-et-Villedieu                                            |                                                                | 43° 04′ 58″ nord, 2° 11′ 53″ est                      | « PA00102696 »                                        | Inscrit Classé                                        | 1983 2015                                             | Image manquante Téléverser                                                                   |
| Église Notre-Dame-des-Vals                                                                   | Ginestas                                                     |                                                                | 43° 16′ 03″ nord, 2° 52′ 17″ est                      | « PA00102697 »                                        | Inscrit                                               | 1951                                                  | Église Notre-Dame-des-Vals                                                                   |
| Canal du Midi Le Somail                                                                      | Ginestas également sur Saint-Nazaire-d'Aude                  |                                                                | 43° 15′ 58″ nord, 2° 54′ 14″ est                      | « PA11000015 »                                        | Inscrit                                               | 1998                                                  | Canal du MidiLe Somail                                                                       |
| Église Notre-Dame                                                                            | Gramazie                                                     |                                                                | 43° 08′ 22″ nord, 2° 05′ 49″ est                      | « PA00102698 »                                        | Inscrit                                               | 1948                                                  | Église Notre-Dame                                                                            |
| Église Saint-Cyr-et-Sainte-Julitte                                                           | Greffeil                                                     |                                                                | 43° 04′ 43″ nord, 2° 22′ 37″ est                      | « PA00102699 »                                        | Inscrit                                               | 1948                                                  | Église Saint-Cyr-et-Sainte-Julitte                                                           |
| Pont sur le Lauquet                                                                          | Greffeil                                                     |                                                                | 43° 04′ 40″ nord, 2° 22′ 33″ est                      | « PA00102700 »                                        | Inscrit                                               | 1948                                                  | Pont sur le Lauquet                                                                          |
| Grotte de la Crouzade                                                                        | Gruissan                                                     |                                                                | 43° 07′ 51″ nord, 3° 05′ 26″ est                      | « PA00102702 »                                        | Classé                                                | 1928                                                  | Grotte de la Crouzade                                                                        |
| Tour Barberousse                                                                             | Gruissan                                                     |                                                                | 43° 06′ 28″ nord, 3° 05′ 04″ est                      | « PA00102701 »                                        | Inscrit                                               | 1948                                                  | Tour Barberousse                                                                             |
| Chapelle Saint-Michel                                                                        | Homps                                                        | Avenue de Carcassonne                                          | 43° 16′ 01″ nord, 2° 43′ 05″ est                      | « PA00102703 »                                        | Inscrit                                               | 1951                                                  | Chapelle Saint-Michel                                                                        |
| Croix de cimetière                                                                           | Jonquières                                                   |                                                                | 43° 02′ 23″ nord, 2° 43′ 47″ est                      | « PA00102704 »                                        | Inscrit                                               | 1962                                                  | Image manquante Téléverser                                                                   |
| Pont                                                                                         | Labastide-en-Val                                             |                                                                | 43° 04′ 32″ nord, 2° 28′ 23″ est                      | « PA00102705 »                                        | Inscrit                                               | 1948                                                  | Pont                                                                                         |
| Église Saint-André                                                                           | Labastide-Esparbairenque                                     |                                                                | 43° 22′ 52″ nord, 2° 23′ 38″ est                      | « PA00102707 »                                        | Inscrit                                               | 1948                                                  | Église Saint-André                                                                           |
| Église Saint-Sernin                                                                          | Labastide-Esparbairenque                                     |                                                                | 43° 24′ 05″ nord, 2° 22′ 42″ est                      | « PA00102706 »                                        | Inscrit                                               | 1976                                                  | Église Saint-Sernin                                                                          |
| Centre national de vol à voile de la Montagne Noire                                          | Labécède-Lauragais également sur Vaudreuille (Haute-Garonne) |                                                                | 43° 24′ 41″ nord, 1° 59′ 43″ est                      | « PA11000040 »                                        | Inscrit                                               | 2009                                                  | Centre national de vol à voile de la Montagne Noire                                          |
| Château de Labécède-Lauragais                                                                | Labécède-Lauragais                                           |                                                                | 43° 23′ 27″ nord, 2° 00′ 18″ est                      | « PA00102708 »                                        | Inscrit                                               | 1948                                                  | Château de Labécède-Lauragais                                                                |
| Abbaye Sainte-Marie de Rieunette                                                             | Ladern-sur-Lauquet                                           |                                                                | 43° 05′ 47″ nord, 2° 24′ 07″ est                      | « PA00102710 »                                        | Inscrit Classé                                        | 1925 1950                                             | Abbaye Sainte-Marie de Rieunette                                                             |
| Château de Lafage                                                                            | Lafage                                                       |                                                                | 43° 10′ 30″ nord, 1° 51′ 40″ est                      | « PA00102709 »                                        | Inscrit                                               | 1948                                                  | Château de Lafage                                                                            |
| Abbaye Sainte-Marie d'Orbieu                                                                 | Lagrasse                                                     |                                                                | 43° 05′ 26″ nord, 2° 37′ 01″ est                      | « PA00102711 »                                        | Classé                                                | 1923                                                  | Abbaye Sainte-Marie d'Orbieu                                                                 |
| Église Saint-Michel                                                                          | Lagrasse                                                     |                                                                | 43° 05′ 26″ nord, 2° 37′ 10″ est                      | « PA00102712 »                                        | Classé                                                | 1925                                                  | Église Saint-Michel                                                                          |
| Halle                                                                                        | Lagrasse                                                     |                                                                | 43° 05′ 29″ nord, 2° 37′ 07″ est                      | « PA00102713 »                                        | Classé                                                | 1937                                                  | Halle                                                                                        |
| Maison Castel                                                                                | Lagrasse                                                     | 6 rue Paul Vergnes                                             | 43° 05′ 30″ nord, 2° 37′ 12″ est                      | « PA00102715 »                                        | Inscrit                                               | 1948                                                  | Maison Castel                                                                                |
| Maison Lautier                                                                               | Lagrasse                                                     | Rue des Mazels                                                 | 43° 05′ 28″ nord, 2° 37′ 08″ est                      | « PA00102716 »                                        | Inscrit                                               | 1948                                                  | Maison Lautier                                                                               |
| Maison Maynard                                                                               | Lagrasse                                                     |                                                                | 43° 05′ 30″ nord, 2° 37′ 07″ est                      | « PA00102717 »                                        | Inscrit                                               | 1931                                                  | Maison Maynard                                                                               |
| Maison Sibra                                                                                 | Lagrasse                                                     | Rue Foy                                                        | 43° 05′ 30″ nord, 2° 37′ 09″ est                      | « PA00102714 »                                        | Classé                                                | 1930                                                  | Maison Sibra                                                                                 |
| Maison presbytérale                                                                          | Lagrasse                                                     | Rue de l'Église                                                | 43° 05′ 27″ nord, 2° 37′ 10″ est                      | « PA00102719 »                                        | Classé Inscrit                                        | 1954 2016                                             | Maison presbytérale                                                                          |
| Maison des sœurs de Nevers                                                                   | Lagrasse                                                     | Place de la Bouquerie                                          | 43° 05′ 27″ nord, 2° 37′ 08″ est                      | « PA00102718 »                                        | Inscrit                                               | 1948                                                  | Maison des sœurs de Nevers                                                                   |
| Pont de l'Abbaye                                                                             | Lagrasse                                                     |                                                                | 43° 05′ 32″ nord, 2° 37′ 06″ est                      | « PA00102720 »                                        | Classé                                                | 1907                                                  | Pont de l'Abbaye                                                                             |
| Pont du Sou                                                                                  | Lagrasse                                                     |                                                                | 43° 05′ 44″ nord, 2° 36′ 18″ est                      | « PA00102721 »                                        | Inscrit                                               | 1948                                                  | Pont du Sou                                                                                  |
| Porte de l'Eau                                                                               | Lagrasse                                                     |                                                                | 43° 05′ 26″ nord, 2° 37′ 07″ est                      | « PA00102722 »                                        | Inscrit                                               | 1948                                                  | Porte de l'Eau                                                                               |
| Prieuré de Mirailles                                                                         | Lagrasse                                                     |                                                                | 43° 04′ 13″ nord, 2° 35′ 53″ est                      | « PA00102723 »                                        | Inscrit                                               | 1948                                                  | Prieuré de Mirailles                                                                         |
| Prieuré Saint-Michel de Nahuze                                                               | Lagrasse                                                     |                                                                | 43° 07′ 57″ nord, 2° 37′ 06″ est                      | « PA00102724 »                                        | Inscrit                                               | 1948                                                  | Prieuré Saint-Michel de Nahuze                                                               |
| Tour de Plaisance                                                                            | Lagrasse                                                     | Chemin de la Tour                                              | 43° 05′ 21″ nord, 2° 37′ 09″ est                      | « PA00102725 »                                        | Inscrit                                               | 1930                                                  | Tour de Plaisance                                                                            |
| Église Saint-Christophe                                                                      | Lasbordes                                                    |                                                                | 43° 17′ 41″ nord, 2° 02′ 41″ est                      | « PA00102726 »                                        | Inscrit Classé                                        | 1988 1993                                             | Église Saint-Christophe                                                                      |
| Château de la Caunette                                                                       | Lastours                                                     |                                                                | 43° 19′ 12″ nord, 2° 22′ 58″ est                      | « PA00102728 »                                        | Inscrit                                               | 1948                                                  | Château de la Caunette                                                                       |
| Châteaux de Lastours                                                                         | Lastours                                                     |                                                                | 43° 20′ 11″ nord, 2° 22′ 42″ est                      | « PA00102727 »                                        | Classé                                                | 1905                                                  | Châteaux de Lastours                                                                         |
| Église Saint-Laurent                                                                         | Laurac                                                       |                                                                | 43° 13′ 46″ nord, 1° 58′ 31″ est                      | « PA00102731 »                                        | Inscrit                                               | 1948                                                  | Église Saint-Laurent                                                                         |
| Allée couverte de Saint-Eugène                                                               | Laure-Minervois                                              |                                                                | 43° 17′ 51″ nord, 2° 31′ 31″ est                      | « PA00102733 »                                        | Classé                                                | 1931                                                  | Allée couverte de Saint-Eugène                                                               |
| Église Saint-Jean-Baptiste                                                                   | Laure-Minervois                                              |                                                                | 43° 16′ 21″ nord, 2° 31′ 12″ est                      | « PA11000033 »                                        | Inscrit                                               | 2006                                                  | Église Saint-Jean-Baptiste                                                                   |
| Tour du Bas                                                                                  | Laure-Minervois                                              |                                                                | 43° 16′ 19″ nord, 2° 31′ 07″ est                      | « PA00102734 »                                        | Inscrit                                               | 1948                                                  | Tour du Bas                                                                                  |
| Tour de Mézolieux                                                                            | Laure-Minervois                                              |                                                                | 43° 15′ 31″ nord, 2° 31′ 35″ est                      | « PA00102735 »                                        | Classé                                                | 1932                                                  | Tour de Mézolieux                                                                            |
| Tour du Portail-Neuf                                                                         | Laure-Minervois                                              |                                                                | 43° 16′ 14″ nord, 2° 31′ 08″ est                      | « PA00102736 »                                        | Inscrit                                               | 1926                                                  | Tour du Portail-Neuf                                                                         |
| Croix de cimetière                                                                           | Lavalette                                                    |                                                                | 43° 11′ 07″ nord, 2° 16′ 04″ est                      | « PA00102737 »                                        | Inscrit                                               | 1949                                                  | Croix de cimetière                                                                           |
| Croix discoïdales                                                                            | Lavalette                                                    |                                                                | 43° 11′ 09″ nord, 2° 15′ 58″ est                      | « PA00102738 »                                        | Inscrit                                               | 1948                                                  | Image manquante Téléverser                                                                   |
| Église Notre-Dame-de-la-Nativité                                                             | Lespinassière                                                |                                                                | 43° 24′ 12″ nord, 2° 31′ 35″ est                      | « PA11000049 »                                        | Inscrit                                               | 2015                                                  | Image manquante Téléverser                                                                   |
| Chapelle Saint-Laurent                                                                       | Leuc                                                         |                                                                | 43° 08′ 06″ nord, 2° 19′ 17″ est                      | « PA00102739 »                                        | Inscrit                                               | 1948                                                  | Chapelle Saint-Laurent                                                                       |
| Château de Leuc                                                                              | Leuc                                                         |                                                                | 43° 08′ 50″ nord, 2° 19′ 18″ est                      | « PA00102740 »                                        | Inscrit                                               | 1948                                                  | Château de Leuc                                                                              |
| Fort de Leucate                                                                              | Leucate                                                      |                                                                | 42° 54′ 28″ nord, 3° 01′ 32″ est                      | « PA11000034 »                                        | Inscrit                                               | 2006                                                  | Fort de Leucate                                                                              |
| Grotte des Fées                                                                              | Leucate                                                      |                                                                | 42° 53′ 52″ nord, 3° 02′ 07″ est                      | « PA00102742 »                                        | Classé                                                | 1924                                                  | Grotte des Fées                                                                              |
| Redoute de la Franqui                                                                        | Leucate                                                      |                                                                | 42° 55′ 40″ nord, 3° 02′ 39″ est                      | « PA00102741 »                                        | Inscrit                                               | 1967                                                  | Redoute de la Franqui                                                                        |
| village de vacances « Les Carrats »                                                          | Leucate                                                      | avenue du Rec de l'Entrée                                      | 42° 51′ 53″ nord, 3° 02′ 41″ est                      | « PA11000048 »                                        | Inscrit                                               | 2014                                                  | village de vacances « Les Carrats »                                                          |
| Église Saint-Félix                                                                           | Lézignan-Corbières                                           |                                                                | 43° 12′ 07″ nord, 2° 45′ 29″ est                      | « PA00102743 »                                        | Inscrit                                               | 1951                                                  | Église Saint-Félix                                                                           |
| Maison Gaston                                                                                | Limousis                                                     | Place de la Fontaine                                           | 43° 20′ 05″ nord, 2° 24′ 05″ est                      | « PA00102744 »                                        | Inscrit                                               | 1948                                                  | Image manquante Téléverser                                                                   |
| Basilique Notre-Dame                                                                         | Limoux                                                       |                                                                | 43° 04′ 02″ nord, 2° 13′ 34″ est                      | « PA00102747 »                                        | Inscrit                                               | 1948                                                  | Basilique Notre-Dame                                                                         |
| Couvent des Cordeliers                                                                       | Limoux                                                       | 13 rue des Cordeliers                                          | 43° 03′ 06″ nord, 2° 13′ 07″ est                      | « PA00102745 »                                        | Inscrit                                               | 1948                                                  | Image manquante Téléverser                                                                   |
| Église Saint-Martin                                                                          | Limoux                                                       |                                                                | 43° 03′ 13″ nord, 2° 13′ 07″ est                      | « PA00102748 »                                        | Inscrit                                               | 1948                                                  | Église Saint-Martin                                                                          |
| Hôtel de Brasse                                                                              | Limoux                                                       | Rue de la Toulzane                                             | 43° 03′ 18″ nord, 2° 12′ 57″ est                      | « PA11000017 »                                        | Inscrit                                               | 1999                                                  | Image manquante Téléverser                                                                   |
| Hôtel de ville                                                                               | Limoux                                                       |                                                                | 43° 03′ 11″ nord, 2° 13′ 05″ est                      | « PA00102749 »                                        | Inscrit                                               | 1948                                                  | Hôtel de ville                                                                               |
| Maison                                                                                       | Limoux                                                       | 57 rue de la Blanquerie                                        | 43° 03′ 14″ nord, 2° 13′ 15″ est                      | « PA00102750 »                                        | Inscrit                                               | 1951                                                  | Image manquante Téléverser                                                                   |
| Maison                                                                                       | Limoux                                                       | 2 rue Saint-Victor                                             | 43° 03′ 16″ nord, 2° 13′ 04″ est                      | « PA00102751 »                                        | Inscrit                                               | 1948                                                  | Image manquante Téléverser                                                                   |
| Maison                                                                                       | Limoux                                                       | 7 rue Jean Jaurès                                              | 43° 03′ 15″ nord, 2° 13′ 02″ est                      | « PA00102752 »                                        | Inscrit                                               | 1948                                                  | Image manquante Téléverser                                                                   |
| Pont-Neuf                                                                                    | Limoux                                                       |                                                                | 43° 03′ 15″ nord, 2° 13′ 10″ est                      | « PA00102753 »                                        | Inscrit                                               | 1948                                                  | Pont-Neuf                                                                                    |
| Monument aux morts de Limoux                                                                 | Limoux                                                       |                                                                | 43° 02′ 50″ nord, 2° 13′ 03″ est                      | « PA11000056 »                                        | Inscrit                                               | 2018                                                  | Image manquante Téléverser                                                                   |
| Église Notre-Dame                                                                            | Loupia                                                       |                                                                | 43° 03′ 46″ nord, 2° 06′ 44″ est                      | « PA00102754 »                                        | Inscrit                                               | 1948                                                  | Église Notre-Dame                                                                            |
| Oppidum du Cayla                                                                             | Mailhac                                                      |                                                                | 43° 18′ 35″ nord, 2° 49′ 21″ est                      | « PA00102755 »                                        | Classé                                                | 1961                                                  | Oppidum du Cayla                                                                             |
| Croix                                                                                        | Malras                                                       | RD 214 Chemin de la Croix                                      | 43° 03′ 51″ nord, 2° 10′ 26″ est                      | « PA00102756 »                                        | Inscrit                                               | 1948                                                  | Image manquante Téléverser                                                                   |
| Château de Malves-en-Minervois                                                               | Malves-en-Minervois                                          |                                                                | 43° 15′ 11″ nord, 2° 26′ 31″ est                      | « PA00102757 »                                        | Classé Inscrit                                        | 1989                                                  | Château de Malves-en-Minervois                                                               |
| Menhir                                                                                       | Malves-en-Minervois                                          |                                                                | 43° 15′ 12″ nord, 2° 26′ 08″ est                      | « PA00102758 »                                        | Classé                                                | 1921                                                  | Menhir                                                                                       |
| Château de Marquein                                                                          | Marquein                                                     |                                                                | 43° 18′ 06″ nord, 1° 43′ 59″ est                      | « PA00102759 »                                        | Classé                                                | 1972                                                  | Château de Marquein                                                                          |
| Croix                                                                                        | Marquein                                                     |                                                                | 43° 18′ 16″ nord, 1° 43′ 32″ est                      | « PA00102760 »                                        | Inscrit                                               | 1948                                                  | Image manquante Téléverser                                                                   |
| Église Saint-Loup-de-Sens                                                                    | Marsa                                                        |                                                                | 43° 18′ 16″ nord, 1° 43′ 32″ est                      | « PA00102761 »                                        | Inscrit                                               | 1948                                                  | Église Saint-Loup-de-Sens                                                                    |
| Croix                                                                                        | Mas-Cabardès                                                 |                                                                | 43° 22′ 16″ nord, 2° 21′ 46″ est                      | « PA00102762 »                                        | Classé                                                | 1933                                                  | Croix                                                                                        |
| Église Saint-Étienne                                                                         | Mas-Cabardès                                                 |                                                                | 43° 22′ 16″ nord, 2° 21′ 42″ est                      | « PA00102763 »                                        | Inscrit                                               | 1926                                                  | Église Saint-Étienne                                                                         |
| Pont sur la Lauquette                                                                        | Mas-des-Cours                                                |                                                                | 43° 07′ 46″ nord, 2° 25′ 26″ est                      | « PA00102764 »                                        | Inscrit                                               | 1948                                                  | Pont sur la Lauquette                                                                        |
| Table des Morts                                                                              | Massac                                                       |                                                                | 42° 55′ 40″ nord, 2° 34′ 59″ est                      | « PA00102767 »                                        | Classé                                                | 1925                                                  | Image manquante Téléverser                                                                   |
| Canal du Midi Maison éclusière de Laurens                                                    | Mas-Saintes-Puelles                                          |                                                                | 43° 19′ 32″ nord, 1° 53′ 05″ est                      | « PA11000009 »                                        | Inscrit                                               | 1997                                                  | Canal du MidiMaison éclusière de Laurens                                                     |
| Canal du Midi Écluse triple de Laurens                                                       | Mas-Saintes-Puelles                                          |                                                                | 43° 19′ 31″ nord, 1° 53′ 05″ est                      | « PA11000003 »                                        | Inscrit                                               | 1996                                                  | Canal du MidiÉcluse triple de Laurens                                                        |
| Église Saintes-Puelles                                                                       | Mas-Saintes-Puelles                                          |                                                                | 43° 18′ 49″ nord, 1° 52′ 34″ est                      | « PA00102765 »                                        | Classé                                                | 1908                                                  | Église Saintes-Puelles                                                                       |
| Maison Nicol                                                                                 | Mas-Saintes-Puelles                                          |                                                                | 43° 18′ 49″ nord, 1° 52′ 32″ est                      | « PA00102766 »                                        | Inscrit                                               | 1964                                                  | Maison Nicol                                                                                 |
| Croix de chemin                                                                              | Mazerolles-du-Razès                                          |                                                                | 43° 08′ 20″ nord, 2° 04′ 15″ est                      | « PA00102768 »                                        | Inscrit                                               | 1941                                                  | Croix de chemin                                                                              |
| Église de l'Assomption                                                                       | Mazerolles-du-Razès                                          |                                                                | 43° 08′ 19″ nord, 2° 04′ 15″ est                      | « PA00102769 »                                        | Inscrit                                               | 1948                                                  | Église de l'Assomption                                                                       |
| Château de Mézerville                                                                        | Mézerville                                                   |                                                                | 43° 15′ 36″ nord, 1° 47′ 35″ est                      | « PA00102770 »                                        | Inscrit                                               | 1976                                                  | Château de Mézerville                                                                        |
| Église Saint-Jean-Baptiste                                                                   | Mireval-Lauragais                                            |                                                                | 43° 08′ 20″ nord, 2° 04′ 15″ est                      | « PA00102729 »                                        | Inscrit                                               | 1994                                                  | Église Saint-Jean-Baptiste                                                                   |
| Moulin de Saint-Jean                                                                         | Mireval-Lauragais                                            |                                                                | 43° 15′ 14″ nord, 1° 57′ 21″ est                      | « PA00102730 »                                        | Inscrit                                               | 1984                                                  | Moulin de Saint-Jean                                                                         |
| Église de l'Assomption-de-Notre-Dame                                                         | Molandier                                                    |                                                                | 43° 14′ 45″ nord, 1° 42′ 59″ est                      | « PA00102771 »                                        | Inscrit                                               | 1948                                                  | Église de l'Assomption-de-Notre-Dame                                                         |
| Château de Molleville                                                                        | Molleville                                                   |                                                                | 43° 18′ 40″ nord, 1° 50′ 07″ est                      | « PA00102772 »                                        | Inscrit                                               | 1986                                                  | Château de Molleville                                                                        |
| Croix                                                                                        | Montauriol                                                   |                                                                | 43° 16′ 39″ nord, 1° 50′ 11″ est                      | « PA00102773 »                                        | Inscrit                                               | 1948                                                  | Croix                                                                                        |
| Moulin à vent                                                                                | Montauriol                                                   |                                                                | 43° 16′ 27″ nord, 1° 50′ 22″ est                      | « PA00102774 »                                        | Inscrit                                               | 1984                                                  | Image manquante Téléverser                                                                   |
| Fontaine                                                                                     | Montazels                                                    | Place du Griffoul                                              | 42° 56′ 42″ nord, 2° 14′ 45″ est                      | « PA00102775 »                                        | Inscrit                                               | 1951                                                  | Fontaine                                                                                     |
| Chapelle Notre-Dame-de-Colombier                                                             | Montbrun-des-Corbières                                       |                                                                | 43° 11′ 53″ nord, 2° 41′ 03″ est                      | « PA00102776 »                                        | Classé                                                | 1950                                                  | Chapelle Notre-Dame-de-Colombier                                                             |
| Canal du Midi Bassin de Naurouze, bief de partage des eaux et obélisque.                     | Montferrand                                                  |                                                                | 43° 21′ 06″ nord, 1° 49′ 27″ est                      | « PA11000005 »                                        | Inscrit                                               | 1996                                                  | Canal du MidiBassin de Naurouze, bief de partage des eaux et obélisque.                      |
| Église Saint-Pierre                                                                          | Montferrand                                                  |                                                                | 43° 21′ 36″ nord, 1° 49′ 04″ est                      | « PA00102778 »                                        | Inscrit                                               | 1948                                                  | Église Saint-Pierre                                                                          |
| Vestiges archéologiques                                                                      | Montferrand                                                  |                                                                | 43° 21′ 38″ nord, 1° 49′ 04″ est                      | « PA00102779 »                                        | Classé                                                | 1964                                                  | Vestiges archéologiques                                                                      |
| Château de Montmaur                                                                          | Montmaur                                                     |                                                                | 43° 23′ 36″ nord, 1° 50′ 42″ est                      | « PA00102780 »                                        | Inscrit                                               | 1926                                                  | Château de Montmaur                                                                          |
| Église Saint-Baudile                                                                         | Montmaur                                                     |                                                                | 43° 23′ 36″ nord, 1° 50′ 40″ est                      | « PA00102781 »                                        | Inscrit                                               | 1948                                                  | Image manquante Téléverser                                                                   |
| Croix                                                                                        | Montolieu                                                    | place des Tilleuls                                             | 43° 18′ 34″ nord, 2° 12′ 54″ est                      | « PA00102782 »                                        | Inscrit                                               | 1948                                                  | Croix                                                                                        |
| Église Saint-André                                                                           | Montolieu                                                    |                                                                | 43° 18′ 39″ nord, 2° 12′ 53″ est                      | « PA00102783 »                                        | Classé                                                | 1972                                                  | Église Saint-André                                                                           |
| Manufacture royale                                                                           | Montolieu                                                    | Impasse de la Manufacture                                      | 43° 18′ 32″ nord, 2° 13′ 04″ est                      | « PA11000030 »                                        | Inscrit                                               | 2004                                                  | Manufacture royale                                                                           |
| Collégiale Saint-Vincent                                                                     | Montréal (Aude)                                              |                                                                | 43° 21′ 38″ nord, 2° 08′ 39″ est                      | « PA00102784 »                                        | Classé                                                | 1862                                                  | Collégiale Saint-Vincent                                                                     |
| Tour Carbonac                                                                                | Monze                                                        |                                                                | 43° 08′ 58″ nord, 2° 28′ 43″ est                      | « PA00102785 »                                        | Inscrit                                               | 1948                                                  | Tour Carbonac                                                                                |
| Chapelle Saint-Laurent                                                                       | Moussan                                                      |                                                                | 43° 13′ 24″ nord, 2° 56′ 27″ est                      | « PA00102786 »                                        | Inscrit                                               | 1966                                                  | Chapelle Saint-Laurent                                                                       |
|                                                                                              | Narbonne                                                     | Voir Liste des monuments historiques de Narbonne               | Voir Liste des monuments historiques de Narbonne      | Voir Liste des monuments historiques de Narbonne      | Voir Liste des monuments historiques de Narbonne      | Voir Liste des monuments historiques de Narbonne      | Voir Liste des monuments historiques de Narbonne                                             |
| Pont des États de Languedoc                                                                  | Ornaisons                                                    | RD 24                                                          | 43° 11′ 17″ nord, 2° 50′ 01″ est                      | « PA00102843 »                                        | Inscrit                                               | 1951                                                  | Pont des États de Languedoc                                                                  |
| Château du Terral                                                                            | Ouveillan                                                    | 418 route de Capestang                                         | 43° 17′ 59″ nord, 2° 59′ 29″ est                      | « PA11000027 »                                        | Classé                                                | 2005                                                  | Château du Terral                                                                            |
| Église Saint-Jean-l'Évangéliste                                                              | Ouveillan                                                    |                                                                | 43° 17′ 16″ nord, 2° 58′ 15″ est                      | « PA00102844 »                                        | Inscrit                                               | 1926                                                  | Église Saint-Jean-l'Évangéliste                                                              |
| Grange cistercienne de Fontcalvy                                                             | Ouveillan                                                    |                                                                | 43° 17′ 16″ nord, 2° 58′ 15″ est                      | « PA00102845 »                                        | Classé                                                | 1983                                                  | Grange cistercienne de Fontcalvy                                                             |
| Monument aux morts d'Ouveillan                                                               | Ouveillan                                                    |                                                                | 43° 17′ 19″ nord, 2° 58′ 20″ est                      | « PA11000057 »                                        | Inscrit                                               | 2018                                                  | Monument aux morts d'Ouveillan                                                               |
| Église Saint-Saturnin                                                                        | Palairac                                                     |                                                                | 42° 57′ 21″ nord, 2° 39′ 41″ est                      | « PA11000012 »                                        | Inscrit                                               | 1998                                                  | Église Saint-Saturnin                                                                        |
| Église Saint-Étienne                                                                         | Palaja                                                       |                                                                | 43° 10′ 27″ nord, 2° 23′ 00″ est                      | « PA00102846 »                                        | Inscrit                                               | 1961                                                  | Église Saint-Étienne                                                                         |
| Four de potier                                                                               | Palaja                                                       |                                                                | à géolocaliser                                        | « PA00102847 »                                        | Classé                                                | 1963                                                  | Image manquante Téléverser                                                                   |
| Tour de Cazaban                                                                              | Palaja                                                       |                                                                | 43° 10′ 52″ nord, 2° 22′ 24″ est                      | « PA00102848 »                                        | Inscrit                                               | 1953                                                  | Tour de Cazaban                                                                              |
| Porte de la Barbacane                                                                        | La Palme                                                     |                                                                | 42° 58′ 30″ nord, 2° 59′ 31″ est                      | « PA00102849 »                                        | Inscrit                                               | 1926                                                  | Porte de la Barbacane                                                                        |
| Château de Payra-sur-l'Hers                                                                  | Payra-sur-l'Hers                                             |                                                                | 43° 15′ 59″ nord, 1° 51′ 15″ est                      | « PA00102850 »                                        | Classé Inscrit                                        | 1984                                                  | Château de Payra-sur-l'Hers                                                                  |
| Église de la Sainte-Vierge                                                                   | Payra-sur-l'Hers                                             |                                                                | 43° 15′ 59″ nord, 1° 51′ 18″ est                      | « PA00102851 »                                        | Classé Inscrit                                        | 1932 1988                                             | Église de la Sainte-Vierge                                                                   |
| Cave coopérative                                                                             | Paziols                                                      | Place Rustique Chaluleau                                       | 42° 51′ 27″ nord, 2° 43′ 24″ est                      | « PA11000045 »                                        | Inscrit                                               | 2013                                                  | Image manquante Téléverser                                                                   |
| Château de Pennautier                                                                        | Pennautier                                                   |                                                                | 43° 14′ 38″ nord, 2° 19′ 04″ est                      | « PA00102852 »                                        | Inscrit                                               | 1989                                                  | Château de Pennautier                                                                        |
| Chapelle de Pépieux                                                                          | Pépieux                                                      | 4, Place du Plô                                                | 43° 17′ 54″ nord, 2° 40′ 48″ est                      | « PA00102853 »                                        | Inscrit                                               | 1942                                                  | Chapelle de Pépieux                                                                          |
| Dolmen Lo Morrel dos Fados                                                                   | Pépieux                                                      |                                                                | 43° 18′ 45″ nord, 2° 40′ 48″ est                      | « PA00102854 »                                        | Inscrit Classé                                        | 1953 1969                                             | Dolmen Lo Morrel dos Fados                                                                   |
| Église Saint-Étienne                                                                         | Pépieux                                                      |                                                                | 43° 17′ 50″ nord, 2° 40′ 49″ est                      | « PA00102855 »                                        | Classé                                                | 1927                                                  | Église Saint-Étienne                                                                         |
| Église Saint-Paul                                                                            | Peyriac-de-Mer                                               |                                                                | 43° 05′ 12″ nord, 2° 57′ 36″ est                      | « PA00102856 »                                        | Classé                                                | 1914                                                  | Église Saint-Paul                                                                            |
| Chapelle de la Madeleine                                                                     | Pezens                                                       |                                                                | 43° 15′ 31″ nord, 2° 14′ 59″ est                      | « PA00102857 »                                        | Inscrit                                               | 1949                                                  | Chapelle de la Madeleine                                                                     |
| Château de Pech Redon                                                                        | Pezens                                                       |                                                                | 43° 14′ 19″ nord, 2° 16′ 07″ est                      | « PA11000061 »                                        | Inscrit                                               | 2022                                                  | Château de Pech Redon                                                                        |
| Château de Pieusse                                                                           | Pieusse                                                      |                                                                | 43° 04′ 51″ nord, 2° 13′ 56″ est                      | « PA00102858 »                                        | Classé                                                | 1989                                                  | Château de Pieusse                                                                           |
| Église Saint-André                                                                           | Pieusse                                                      |                                                                | 43° 04′ 59″ nord, 2° 15′ 56″ est                      | « PA00102859 »                                        | Inscrit                                               | 1951                                                  | Image manquante Téléverser                                                                   |
| Église Saint-Genest                                                                          | Pieusse                                                      |                                                                | 43° 04′ 49″ nord, 2° 14′ 00″ est                      | « PA11000025 »                                        | Inscrit                                               | 2003                                                  | Église Saint-Genest                                                                          |
| Oratoire                                                                                     | Pieusse                                                      |                                                                | 43° 05′ 00″ nord, 2° 13′ 51″ est                      | « PA00102860 »                                        | Classé                                                | 1965                                                  | Oratoire                                                                                     |
| Croix de chemin                                                                              | Plaigne                                                      |                                                                | 43° 10′ 21″ nord, 1° 48′ 46″ est                      | « PA00102861 »                                        | Inscrit                                               | 1952                                                  | Image manquante Téléverser                                                                   |
| Église de l'Espinoux                                                                         | Plavilla                                                     |                                                                | 43° 07′ 24″ nord, 1° 53′ 56″ est                      | « PA00102862 »                                        | Inscrit                                               | 1948                                                  | Église de l'Espinoux                                                                         |
| Château de La Pomarède                                                                       | La Pomarède                                                  |                                                                | 43° 24′ 18″ nord, 1° 57′ 02″ est                      | « PA00135695 »                                        | Inscrit                                               | 1995                                                  | Château de La Pomarède                                                                       |
| Château de Pomas                                                                             | Pomas                                                        |                                                                | 43° 06′ 40″ nord, 2° 17′ 29″ est                      | « PA00102863 »                                        | Inscrit                                               | 1948                                                  | Château de Pomas                                                                             |
| Église Notre-Dame-des-Oubiels                                                                | Portel-des-Corbières                                         |                                                                | 43° 03′ 07″ nord, 2° 54′ 43″ est                      | « PA00102864 »                                        | Classé                                                | 1973                                                  | Église Notre-Dame-des-Oubiels                                                                |
| Église Saint-Saturnin                                                                        | Pouzols-Minervois                                            |                                                                | 43° 17′ 18″ nord, 2° 49′ 19″ est                      | « PA00102865 »                                        | Classé                                                | 1961                                                  | Église Saint-Saturnin                                                                        |
| Église Saint-Jean-Baptiste                                                                   | Pradelles-Cabardès                                           |                                                                | 43° 24′ 30″ nord, 2° 26′ 46″ est                      | « PA00102866 »                                        | Inscrit                                               | 1939                                                  | Église Saint-Jean-Baptiste                                                                   |
| Glacière                                                                                     | Pradelles-Cabardès                                           |                                                                | 43° 24′ 28″ nord, 2° 26′ 21″ est                      | « PA00102867 »                                        | Inscrit                                               | 1986                                                  | Glacière                                                                                     |
| Château de Puichéric                                                                         | Puichéric                                                    |                                                                | 43° 13′ 55″ nord, 2° 38′ 36″ est                      | « PA00102868 »                                        | Inscrit                                               | 1952 2013                                             | Château de Puichéric                                                                         |
| Église Notre-Dame                                                                            | Puichéric                                                    |                                                                | 43° 13′ 28″ nord, 2° 37′ 28″ est                      | « PA00102869 »                                        | Inscrit Classé                                        | 1972 1981                                             | Église Notre-Dame                                                                            |
| Pyramide                                                                                     | Puichéric                                                    |                                                                | 43° 13′ 55″ nord, 2° 38′ 36″ est                      | « PA00102870 »                                        | Inscrit                                               | 1952                                                  | Pyramide                                                                                     |
| Château de Puilaurens                                                                        | Puilaurens                                                   |                                                                | 42° 48′ 14″ nord, 2° 17′ 57″ est                      | « PA00102871 »                                        | Classé                                                | 1902                                                  | Château de Puilaurens                                                                        |
| Château de Puivert                                                                           | Puivert                                                      |                                                                | 42° 55′ 16″ nord, 2° 03′ 18″ est                      | « PA00102872 »                                        | Classé                                                | 1907                                                  | Château de Puivert                                                                           |
| Château de Quillan                                                                           | Quillan                                                      |                                                                | 42° 52′ 29″ nord, 2° 11′ 12″ est                      | « PA00102873 »                                        | Inscrit                                               | 1954                                                  | Château de Quillan                                                                           |
| Église Saint-Julien-et-Sainte-Basilisse de Brenac                                            | Quillan                                                      |                                                                | 42° 53′ 29″ nord, 2° 09′ 13″ est                      | « PA00102575 »                                        | Inscrit                                               | 1987                                                  | Église Saint-Julien-et-Sainte-Basilisse de Brenac                                            |
| Canal du Midi Épanchoir de l'Argent-Double                                                   | La Redorte                                                   |                                                                | 43° 15′ 01″ nord, 2° 40′ 04″ est                      | « PA11000006 »                                        | Inscrit                                               | 1996                                                  | Canal du MidiÉpanchoir de l'Argent-Double                                                    |
| Église Sainte-Marie-Madeleine                                                                | Rennes-le-Château                                            |                                                                | 42° 55′ 41″ nord, 2° 15′ 46″ est                      | « PA00132609 »                                        | Inscrit                                               | 1994                                                  | Église Sainte-Marie-Madeleine                                                                |
| Pont-Vieux                                                                                   | Rieux-en-Val                                                 |                                                                | 43° 04′ 51″ nord, 2° 32′ 06″ est                      | « PA00102876 »                                        | Inscrit                                               | 1926                                                  | Pont-Vieux                                                                                   |
| Château de Rieux-Minervois                                                                   | Rieux-Minervois                                              |                                                                | 43° 17′ 02″ nord, 2° 35′ 09″ est                      | « PA11000010 »                                        | Inscrit                                               | 1997                                                  | Château de Rieux-Minervois                                                                   |
| Église de l'Assomption                                                                       | Rieux-Minervois                                              |                                                                | 43° 16′ 57″ nord, 2° 35′ 14″ est                      | « PA00102874 »                                        | Classé                                                | 1840                                                  | Église de l'Assomption                                                                       |
| Silo                                                                                         | Rieux-Minervois                                              | 13 rue du Moulin                                               | 43° 17′ 00″ nord, 2° 35′ 03″ est                      | « PA00102875 »                                        | Inscrit                                               | 1963                                                  | Silo                                                                                         |
| Château de Roquecourbe-Minervois                                                             | Roquecourbe-Minervois                                        |                                                                | 43° 13′ 14″ nord, 2° 38′ 55″ est                      | « PA11000031 »                                        | Inscrit                                               | 2005                                                  | Château de Roquecourbe-Minervois                                                             |
| Château de Roquefère                                                                         | Roquefère                                                    |                                                                | 43° 22′ 25″ nord, 2° 22′ 41″ est                      | « PA00102877 »                                        | Inscrit                                               | 1985                                                  | Château de Roquefère                                                                         |
| Église Saint-Étienne                                                                         | Roquefeuil                                                   |                                                                | 42° 49′ 10″ nord, 1° 59′ 42″ est                      | « PA00102878 »                                        | Inscrit                                               | 1952                                                  | Église Saint-Étienne                                                                         |
| Bornes milliaires                                                                            | Roquefort-des-Corbières                                      |                                                                | 42° 58′ 33″ nord, 2° 55′ 24″ est                      | « PA00102879 »                                        | Classé                                                | 1974                                                  | Bornes milliaires                                                                            |
| Moulin à vent                                                                                | Saint-Amans                                                  |                                                                | 43° 13′ 31″ nord, 1° 53′ 18″ est                      | « PA00102880 »                                        | Inscrit                                               | 1962                                                  | Image manquante Téléverser                                                                   |
| Église Saint-Cucufat                                                                         | Saint-Couat-d'Aude                                           |                                                                | 43° 12′ 12″ nord, 2° 37′ 50″ est                      | « PA00102881 »                                        | Inscrit                                               | 1951                                                  | Église Saint-Cucufat                                                                         |
| Château de Saint-Ferriol                                                                     | Saint-Ferriol                                                |                                                                | 42° 53′ 30″ nord, 2° 13′ 29″ est                      | « PA11000018 »                                        | Inscrit                                               | 1999                                                  | Château de Saint-Ferriol                                                                     |
| Abbaye de Saint-Hilaire                                                                      | Saint-Hilaire                                                |                                                                | 43° 05′ 38″ nord, 2° 18′ 38″ est                      | « PA00102882 »                                        | Classé Inscrit                                        | 1840 1990                                             | Abbaye de Saint-Hilaire                                                                      |
| Église Saint-Laurent                                                                         | Saint-Laurent-de-la-Cabrerisse                               |                                                                | 43° 05′ 04″ nord, 2° 41′ 57″ est                      | « PA00102883 »                                        | Classé                                                | 1950                                                  | Église Saint-Laurent                                                                         |
| Église Saint-Martin                                                                          | Saint-Martin-des-Puits                                       |                                                                | 43° 02′ 25″ nord, 2° 34′ 06″ est                      | « PA00102885 »                                        | Inscrit Classé                                        | 1951 1965                                             | Église Saint-Martin                                                                          |
| Église Saint-Martin                                                                          | Saint-Martin-Lalande                                         |                                                                | 43° 17′ 58″ nord, 2° 01′ 15″ est                      | « PA00102884 »                                        | Inscrit                                               | 1952                                                  | Église Saint-Martin                                                                          |
| Abbaye Sainte-Marie de Villelongue                                                           | Saint-Martin-le-Vieil                                        |                                                                | 43° 18′ 20″ nord, 2° 10′ 01″ est                      | « PA00102886 »                                        | Classé                                                | 1916                                                  | Abbaye Sainte-Marie de Villelongue                                                           |
| Croix de cimetière                                                                           | Saint-Martin-le-Vieil                                        |                                                                | 43° 17′ 34″ nord, 2° 08′ 46″ est                      | « PA00102887 »                                        | Inscrit                                               | 1962                                                  | Croix de cimetière                                                                           |
| Église Saint-Michel                                                                          | Saint-Michel-de-Lanès                                        |                                                                | 43° 19′ 29″ nord, 1° 45′ 35″ est                      | « PA00102888 »                                        | Inscrit                                               | 2007                                                  | Église Saint-Michel                                                                          |
| Canal du Midi Pont Neuf                                                                      | Saint-Nazaire-d'Aude                                         | RD 607                                                         | 43° 15′ 46″ nord, 2° 54′ 15″ est                      | « PA11000011 »                                        | Inscrit                                               | 1997                                                  | Canal du MidiPont Neuf                                                                       |
| Canal du Midi Le Somail                                                                      | Saint-Nazaire-d'Aude également sur Ginestas                  |                                                                | 43° 15′ 58″ nord, 2° 54′ 14″ est                      | « PA11000016 »                                        | Inscrit                                               | 1998                                                  | Canal du MidiLe Somail                                                                       |
| Abbaye de Saint-Papoul                                                                       | Saint-Papoul                                                 |                                                                | 43° 19′ 56″ nord, 2° 02′ 12″ est                      | « PA00102891 »                                        | Classé Inscrit                                        | 1846 2007                                             | Abbaye de Saint-Papoul                                                                       |
| Château de Ferrals                                                                           | Saint-Papoul                                                 |                                                                | 43° 19′ 51″ nord, 2° 04′ 30″ est                      | « PA00102890 »                                        | Inscrit                                               | 1927                                                  | Château de Ferrals                                                                           |
| Palais épiscopal                                                                             | Saint-Papoul                                                 | Place Monseigneur-de-Langle                                    | 43° 19′ 49″ nord, 2° 02′ 01″ est                      | « PA00102889 »                                        | Inscrit Classé                                        | 1943 2007                                             | Palais épiscopal                                                                             |
| Porte de l'Est                                                                               | Saint-Papoul                                                 |                                                                | 43° 19′ 53″ nord, 2° 02′ 12″ est                      | « PA00102892 »                                        | Inscrit                                               | 1926                                                  | Porte de l'Est                                                                               |
| Croix discoïdale                                                                             | Saint-Paulet                                                 | Le Château                                                     | 43° 24′ 29″ nord, 1° 52′ 31″ est                      | « PA00102893 »                                        | Inscrit                                               | 1952                                                  | Image manquante Téléverser                                                                   |
| Abbatiale Saint-Polycarpe                                                                    | Saint-Polycarpe                                              |                                                                | 43° 02′ 28″ nord, 2° 17′ 24″ est                      | « PA00102894 »                                        | Classé                                                | 1913                                                  | Abbatiale Saint-Polycarpe                                                                    |
| Abbaye de Saint-Polycarpe                                                                    | Saint-Polycarpe                                              |                                                                | 43° 02′ 28″ nord, 2° 17′ 24″ est                      | « PA00102933 »                                        | Inscrit                                               | 1990                                                  | Image manquante Téléverser                                                                   |
| Château de Saissac                                                                           | Saissac                                                      |                                                                | 43° 21′ 28″ nord, 2° 10′ 04″ est                      | « PA00102895 »                                        | Inscrit                                               | 1926                                                  | Château de Saissac                                                                           |
| Pierre levée de Picarel                                                                      | Saissac                                                      |                                                                | 43° 22′ 27″ nord, 2° 09′ 42″ est                      | « PA00102896 »                                        | Classé                                                | 1949                                                  | Pierre levée de Picarel                                                                      |
| Remparts                                                                                     | Saissac                                                      | Place des Tours                                                | 43° 21′ 36″ nord, 2° 10′ 11″ est                      | « PA00102897 »                                        | Classé                                                | 1933                                                  | Remparts                                                                                     |
| Grotte du Gazel                                                                              | Sallèles-Cabardès                                            |                                                                | 43° 19′ 33″ nord, 2° 25′ 17″ est                      | « PA00102898 »                                        | Classé                                                | 1948                                                  | Image manquante Téléverser                                                                   |
| Canal du Midi Épanchoir de Gailhousty                                                        | Sallèles-d'Aude                                              |                                                                | 43° 14′ 52″ nord, 2° 57′ 21″ est                      | « PA11000007 »                                        | Classé                                                | 1996                                                  | Canal du MidiÉpanchoir de Gailhousty                                                         |
| Château de Sallèles                                                                          | Sallèles-d'Aude                                              |                                                                | 43° 15′ 21″ nord, 2° 56′ 51″ est                      | « PA11000028 »                                        | Inscrit                                               | 2003                                                  | Château de Sallèles                                                                          |
| Château de Celeyran                                                                          | Salles-d'Aude                                                |                                                                | 43° 13′ 47″ nord, 3° 05′ 18″ est                      | « PA00102899 »                                        | Classé                                                | 1952                                                  | Image manquante Téléverser                                                                   |
| Donjon                                                                                       | Salles-sur-l'Hers                                            |                                                                | 43° 17′ 36″ nord, 1° 47′ 19″ est                      | « PA11000026 »                                        | Inscrit                                               | 2003                                                  | Image manquante Téléverser                                                                   |
| Église Saint-Mathieu                                                                         | Salles-sur-l'Hers                                            |                                                                | 43° 17′ 36″ nord, 1° 47′ 13″ est                      | « PA00102900 »                                        | Inscrit                                               | 1926                                                  | Église Saint-Mathieu                                                                         |
| Château de La Serpent                                                                        | La Serpent                                                   |                                                                | 42° 58′ 07″ nord, 2° 11′ 00″ est                      | « PA00102901 »                                        | Inscrit                                               | 1986                                                  | Château de La Serpent                                                                        |
| Château de Serres                                                                            | Serres                                                       |                                                                | 42° 56′ 51″ nord, 2° 19′ 22″ est                      | « PA00102902 »                                        | Inscrit                                               | 1947                                                  | Château de Serres                                                                            |
| Château de Serviès-en-Val                                                                    | Serviès-en-Val                                               |                                                                | 43° 05′ 20″ nord, 2° 31′ 09″ est                      | « PA00102903 »                                        | Inscrit                                               | 1926                                                  | Château de Serviès-en-Val                                                                    |
| Croix de chemin                                                                              | Serviès-en-Val                                               |                                                                | 43° 05′ 48″ nord, 2° 31′ 13″ est                      | « PA00102904 »                                        | Classé                                                | 1911                                                  | Croix de chemin                                                                              |
| Pech Maho                                                                                    | Sigean                                                       |                                                                | 43° 02′ 44″ nord, 2° 57′ 26″ est                      | « PA00102905 »                                        | Classé Inscrit                                        | 1963 1961                                             | Pech Maho                                                                                    |
| Chapelle Notre-Dame-de-l'Aire                                                                | Talairan                                                     |                                                                | 43° 03′ 14″ nord, 2° 40′ 43″ est                      | « PA00102906 »                                        | Inscrit                                               | 1948                                                  | Chapelle Notre-Dame-de-l'Aire                                                                |
| Château de Termes                                                                            | Termes                                                       |                                                                | 43° 00′ 08″ nord, 2° 33′ 24″ est                      | « PA00102907 »                                        | Classé                                                | 1989                                                  | Château de Termes                                                                            |
| Église Notre-Dame                                                                            | Termes                                                       |                                                                | 43° 00′ 02″ nord, 2° 33′ 46″ est                      | « PA00102908 »                                        | Inscrit                                               | 1951                                                  | Église Notre-Dame                                                                            |
| Croix                                                                                        | La Tourette-Cabardès                                         |                                                                | 43° 22′ 51″ nord, 2° 20′ 05″ est                      | « PA00102909 »                                        | Inscrit                                               | 1951                                                  | Croix                                                                                        |
| Église Sainte-Anne                                                                           | La Tourette-Cabardès                                         |                                                                | 43° 22′ 51″ nord, 2° 20′ 05″ est                      | « PA00102910 »                                        | Inscrit                                               | 2013                                                  | Église Sainte-Anne                                                                           |
| Église Saint-Étienne                                                                         | Trèbes                                                       |                                                                | 43° 12′ 37″ nord, 2° 26′ 28″ est                      | « PA00102911 »                                        | Inscrit                                               | 1974                                                  | Église Saint-Étienne                                                                         |
| Pont-aqueduc de l'Orbiel                                                                     | Trèbes                                                       |                                                                | 43° 12′ 52″ nord, 2° 26′ 21″ est                      | « PA00102912 »                                        | Classé                                                | 1950                                                  | Pont-aqueduc de l'Orbiel                                                                     |
| Château d'Aguilar                                                                            | Tuchan                                                       |                                                                | 42° 53′ 56″ nord, 2° 43′ 51″ est                      | « PA00102913 »                                        | Classé                                                | 1949                                                  | Château d'Aguilar                                                                            |
| Église Notre-Dame                                                                            | Tuchan                                                       |                                                                | 42° 55′ 21″ nord, 2° 41′ 36″ est                      | « PA11000032 »                                        | Inscrit                                               | 2005                                                  | Église Notre-Dame                                                                            |
| Hôtel des postes                                                                             | Tuchan                                                       |                                                                | 42° 53′ 22″ nord, 2° 43′ 05″ est                      | « PA00102936 »                                        | Inscrit                                               | 1992                                                  | Hôtel des postes                                                                             |
| Tour carrée                                                                                  | Val-du-Faby                                                  |                                                                | 42° 56′ 03″ nord, 2° 11′ 32″ est                      | « PA00102681 »                                        | Inscrit                                               | 1948                                                  | Tour carrée                                                                                  |
| Château de l'Abbé                                                                            | Ventenac-Cabardès                                            |                                                                | 43° 15′ 58″ nord, 2° 17′ 02″ est                      | « PA00102914 »                                        | Inscrit                                               | 1951                                                  | Château de l'Abbé                                                                            |
| Aqueduc du Répudre                                                                           | Ventenac-en-Minervois                                        |                                                                | 43° 15′ 16″ nord, 2° 50′ 25″ est                      | « PA00102915 »                                        | Inscrit                                               | 1942                                                  | Aqueduc du Répudre                                                                           |
| Château de Villar-en-Val                                                                     | Villar-en-Val                                                |                                                                | 43° 04′ 58″ nord, 2° 27′ 31″ est                      | « PA00102916 »                                        | Inscrit                                               | 1973                                                  | Château de Villar-en-Val                                                                     |
| Église Saint-Paul                                                                            | Villar-en-Val                                                |                                                                | 43° 04′ 52″ nord, 2° 27′ 37″ est                      | « PA11000013 »                                        | Inscrit                                               | 1998                                                  | Église Saint-Paul                                                                            |
| Chapelle Notre-Dame-de-la-Lauze                                                              | Villarzel-Cabardès                                           |                                                                | 43° 16′ 57″ nord, 2° 28′ 36″ est                      | « PA00102917 »                                        | Classé                                                | 1966                                                  | Chapelle Notre-Dame-de-la-Lauze                                                              |
| Château de Villarzel                                                                         | Villarzel-du-Razès                                           |                                                                | 43° 08′ 24″ nord, 2° 12′ 24″ est                      | « PA11000035 »                                        | Inscrit                                               | 2006                                                  | Château de Villarzel                                                                         |
| Chapelle Saint-Martin-de-la-Salle                                                            | Villasavary                                                  | Besplas                                                        | 43° 14′ 16″ nord, 2° 00′ 42″ est                      | « PA11000019 »                                        | Inscrit                                               | 1999                                                  | Chapelle Saint-Martin-de-la-Salle                                                            |
| Église Notre-Dame                                                                            | Villegailhenc                                                |                                                                | 43° 16′ 07″ nord, 2° 21′ 15″ est                      | « PA00102918 »                                        | Inscrit                                               | 1951                                                  | Image manquante Téléverser                                                                   |
| Monument funéraire gallo-romain                                                              | Villelongue-d'Aude                                           |                                                                | 43° 03′ 01″ nord, 2° 06′ 40″ est                      | « PA00102919 »                                        | Inscrit                                               | 1978                                                  | Image manquante Téléverser                                                                   |
| Dolmen du Vieil Homme                                                                        | Villeneuve-Minervois                                         |                                                                | 43° 20′ 22″ nord, 2° 28′ 57″ est                      | « PA00102920 »                                        | Classé                                                | 1889                                                  | Dolmen du Vieil Homme                                                                        |
| Église Saint-Jean-Baptiste                                                                   | Villepinte                                                   |                                                                | 43° 16′ 54″ nord, 2° 05′ 19″ est                      | « PA00102921 »                                        | Inscrit                                               | 1949                                                  | Église Saint-Jean-Baptiste                                                                   |
| Château de Villerouge-Termenès                                                               | Villerouge-Termenès                                          |                                                                | 43° 00′ 24″ nord, 2° 37′ 36″ est                      | « PA00102922 »                                        | Classé                                                | 1976                                                  | Château de Villerouge-Termenès                                                               |
| Église Saint-Étienne                                                                         | Villerouge-Termenès                                          |                                                                | 43° 00′ 22″ nord, 2° 37′ 38″ est                      | « PA00102925 »                                        | Classé                                                | 1913                                                  | Église Saint-Étienne                                                                         |
| Maison Azalbert                                                                              | Villerouge-Termenès                                          |                                                                | 43° 00′ 25″ nord, 2° 37′ 39″ est                      | « PA00102926 »                                        | Inscrit                                               | 1952                                                  | Maison Azalbert                                                                              |
| Socle de croix                                                                               | Villerouge-Termenès                                          | Place de l'Église                                              | 43° 00′ 23″ nord, 2° 37′ 39″ est                      | « PA00102923 »                                        | Inscrit                                               | 1926                                                  | Socle de croix                                                                               |
| Chapelle de Gléon                                                                            | Villesèque-des-Corbières                                     |                                                                | 43° 02′ 22″ nord, 2° 51′ 31″ est                      | « PA00102927 »                                        | Inscrit                                               | 1984                                                  | Chapelle de Gléon                                                                            |
| Église Saint-Martin                                                                          | Vinassan                                                     |                                                                | 43° 12′ 10″ nord, 3° 04′ 26″ est                      | « PA00102928 »                                        | Inscrit                                               | 1951                                                  | Église Saint-Martin                                                                          |

## Anciens monuments historiques
| Monument           | Commune             | Adresse                   | Coordonnées                      | Notice         | Protection                                         | Date | Illustration               |
| ------------------ | ------------------- | ------------------------- | -------------------------------- | -------------- | -------------------------------------------------- | ---- | -------------------------- |
| Croix de cimetière | Airoux              |                           | 43° 21′ 48″ nord, 1° 51′ 58″ est | « PA00102509 » | Inscription abrogée par arrêté du 30 janvier 2012. | 1948 | Croix de cimetière         |
| Croix              | Cabrespine          | Cimetière                 | à géolocaliser                   | « PA00102577 » | Inscription abrogée par arrêté du 30 janvier 2012. | 1948 | Image manquante Téléverser |
| Croix de chemin    | Cabrespine          | Chemin d'Estresses        | à géolocaliser                   | « PA00102578 » | Inscription abrogée par arrêté du 30 janvier 2012. | 1948 | Image manquante Téléverser |
| Croix              | Limoux              | Chemin de Lapeyre         | à géolocaliser                   | « PA00102746 » | Inscription abrogée par arrêté du 30 janvier 2012. | 1952 | Image manquante Téléverser |
| Croix discoïdale   | Montferrand         | Cimetière de Saint-Pierre | à géolocaliser                   | « PA00102777 » | Inscription abrogée par arrêté du 30 janvier 2012. | 1948 | Image manquante Téléverser |
| Croix de chemin    | Villerouge-Termenès |                           | à géolocaliser                   | « PA00102924 » | Inscription abrogée par arrêté du 30 janvier 2012. | 1941 | Image manquante Téléverser |